# Handgreep van Zäch
De handgreep van Zäch is een greep die gebruikt wordt om hoofd en nek van een slachtoffer in eenzelfde stand te houden, wanneer er een vermoeden van nek- of wervelletsel is. EHBO-ers en bedrijfshulpverleners (BHV) zijn daarin geoefend. Het doel van de hangreep van Zäch is het voorkomen van toename van wervelletsel door onnodige beweging van de nekwervelkolom.
De greep kan ook gebruikt worden als een bewusteloos slachtoffer waarbij verdenking op wervelletsel bestaat de kinlift moet worden uitgevoerd om de  luchtweg vrij te maken, of als het slachtoffer in de stabiele zijligging moet worden gelegd om luchtwegen en mond vrij te houden.

## Uitvoering
De handgreep van Zäch is vrij makkelijk uit te voeren, maar dient toch met voorzichtigheid toegepast te worden. De handgreep is bedoeld om diverse handelingen met een slachtoffer uit te kunnen voeren, zoals de kinlift, zonder dat nek of wervels bewogen worden. Hoofd en de nek dienen bij een vermoeden van letsel onbeweeglijk te worden gehouden tot professionele hulp aanwezig is.
De handgreep wordt als volgt uitgevoerd:
1. Benader het slachtoffer in zijn gezichtsveld en praat pas tegen het slachtoffer als hij je kan zien.
2. Geef het slachtoffer de instructie om niet te bewegen en vertel hem duidelijk wat je gaat doen.
3. De handen en armen van de hulpverlener worden vrijgemaakt van sieraden en horloges.
4. De hulpverlener gaat op beide knieën achter het hoofd van het slachtoffer zitten.
5. De hulpverlener plaatst zijn rechterhand op de rechterschouder van het slachtoffer met de duimtop op het sleutelbeen en de rest van de vingers onder nek en schouders.
6. De duim van de linkerhand komt aan de linkerkant langs de kaaklijn van het slachtoffer te liggen met de rest van de vingers onder het hoofd.
7. Het hoofd wordt geklemd tussen de onderarmen van de hulpverlener zodat hoofd en de nek niet kunnen bewegen.
8. De ellebogen van de hulpverlener rusten op zijn bovenbenen, zodat de armen stabiel blijven en niet onnodig bewegen.
9. Deze houding wordt volgehouden tot professionele hulp het slachtoffer kan overnemen.

## Handgreep en kinlift
Wanneer de eerst aanwezige hulpverlener vermoedt dat een slachtoffer nek-of wervelletsel heeft opgelopen wordt de handgreep van Zäch toegepast. Wanneer de luchtweg geblokkeerd wordt moet vervolgens ook de kinlift uitgevoerd worden. Dit kan terwijl de handgreep van Zäch wordt toegepast.
Om dit te doen houdt de eerste hulpverlener het hoofd in de handgreep terwijl een tweede hulpverlener de kinlift uitvoert zonder het hoofd te kantelen. De eerste hulpverlener zorgt ervoor dat het hoofd van het slachtoffer gefixeerd blijft.

## Handgreep en stabiele zijligging
Wanneer de kinlift niet afdoende is om de ademhaling vrij te maken, bijvoorbeeld in het geval van bloed of braaksel in de mond van het slachtoffer, kan deze in de stabiele zijligging worden gelegd. Ook dit kan in combinatie met de handgreep.
Een eerste hulpverlener houdt het hoofd in de handgreep. Een tweede hulpverlener doorloopt de eerste stappen van de stabiele zijligging, maar draait het slachtoffer nog niet. Op het moment dat beide hulpverleners klaar zijn om te draaien kan het slachtoffer in de stabiele zijligging gelegd worden. Om te voorkomen dat de positie van het hoofd ten opzichte van het lichaam veranderd moeten het hoofd en het lichaam gelijktijdig gedraaid worden. Het makkelijkst is dit te doen door de uitvoerder van de handgreep laten tellen op het tempo waarin ze draaien.
Wanneer het slachtoffer is gedraaid zal de eerste hulpverlener het hoofd op dezelfde manier vast moeten houden, wat een vermoeiende taak kan zijn. Een tweede hulpverlener kan steun onder de handen van de hulpverlener schuiven, dit natuurlijk zonder dat het slachtoffer of de eerste hulpverlener beweegt.